# Лёндек-Здруй
Лёндек-Здруй (пол. Lądek-Zdrój, нем. Bad Landeck) — город в Польше, входит в Нижнесилезское воеводство, Клодзский повят. Имеет статус городско-сельской гмины. Занимает площадь 20,15 км². Население 6844 человек (на 2004 год).

## Галерея

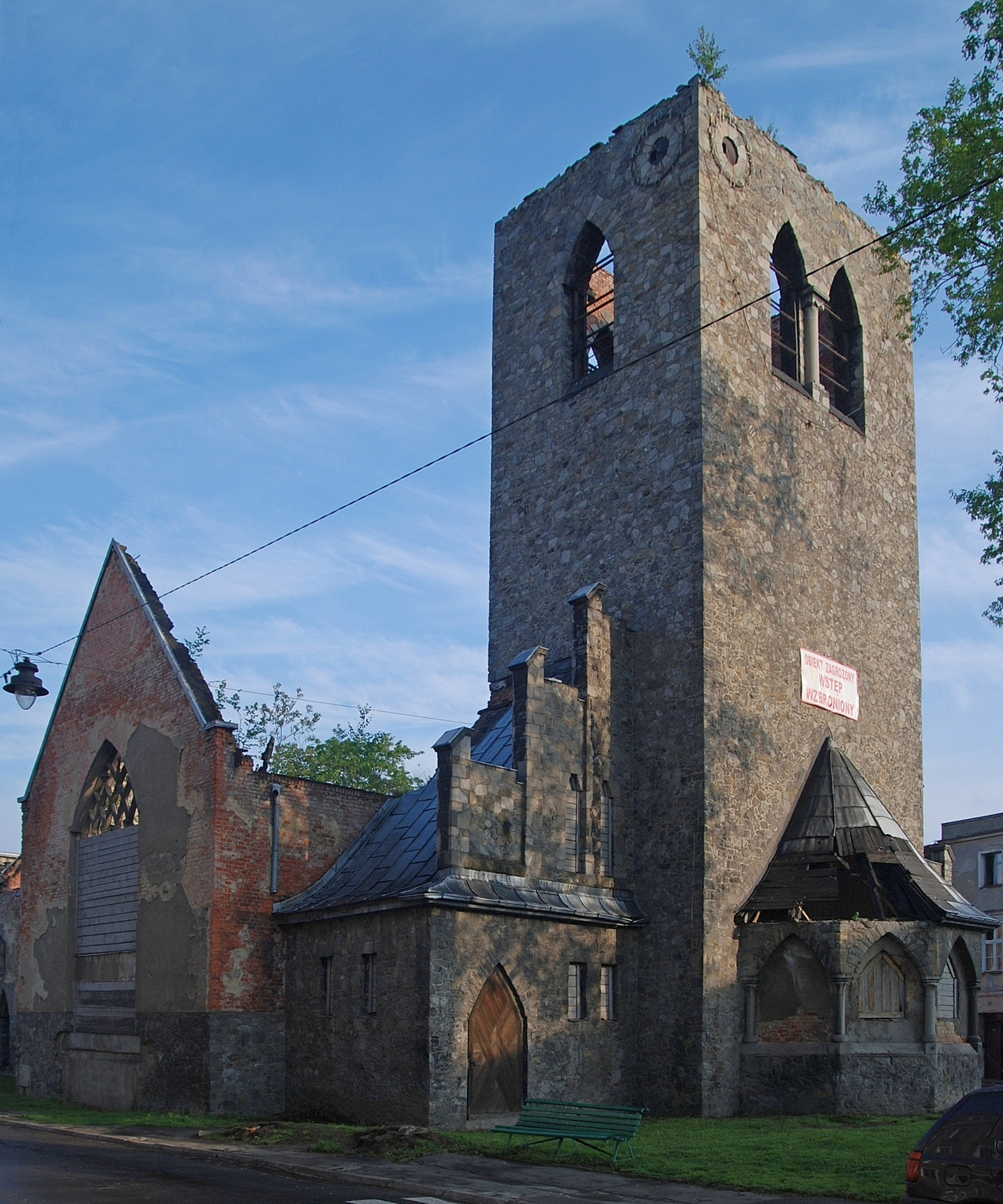
Руины церкви
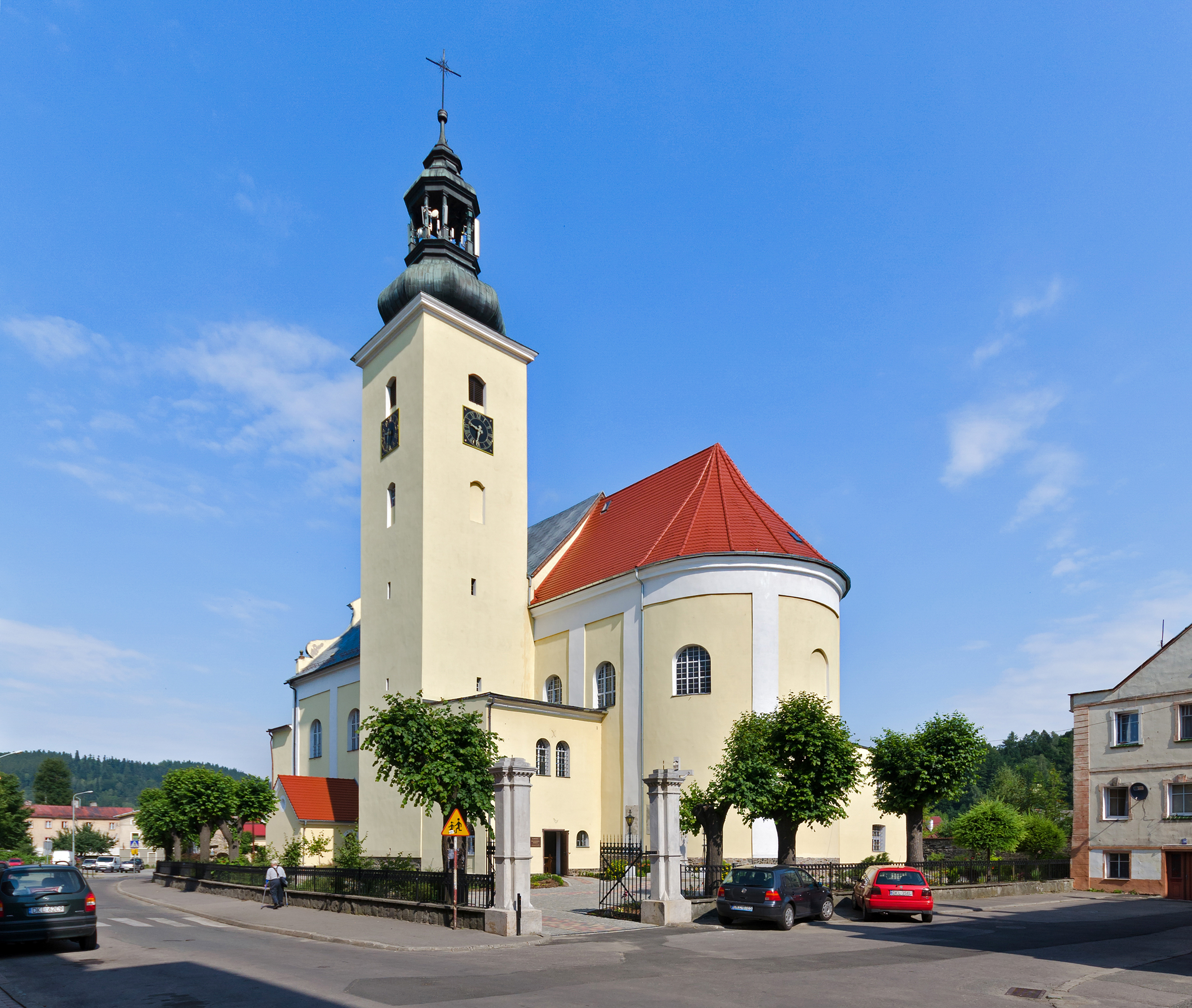
Кирха, 1339 год
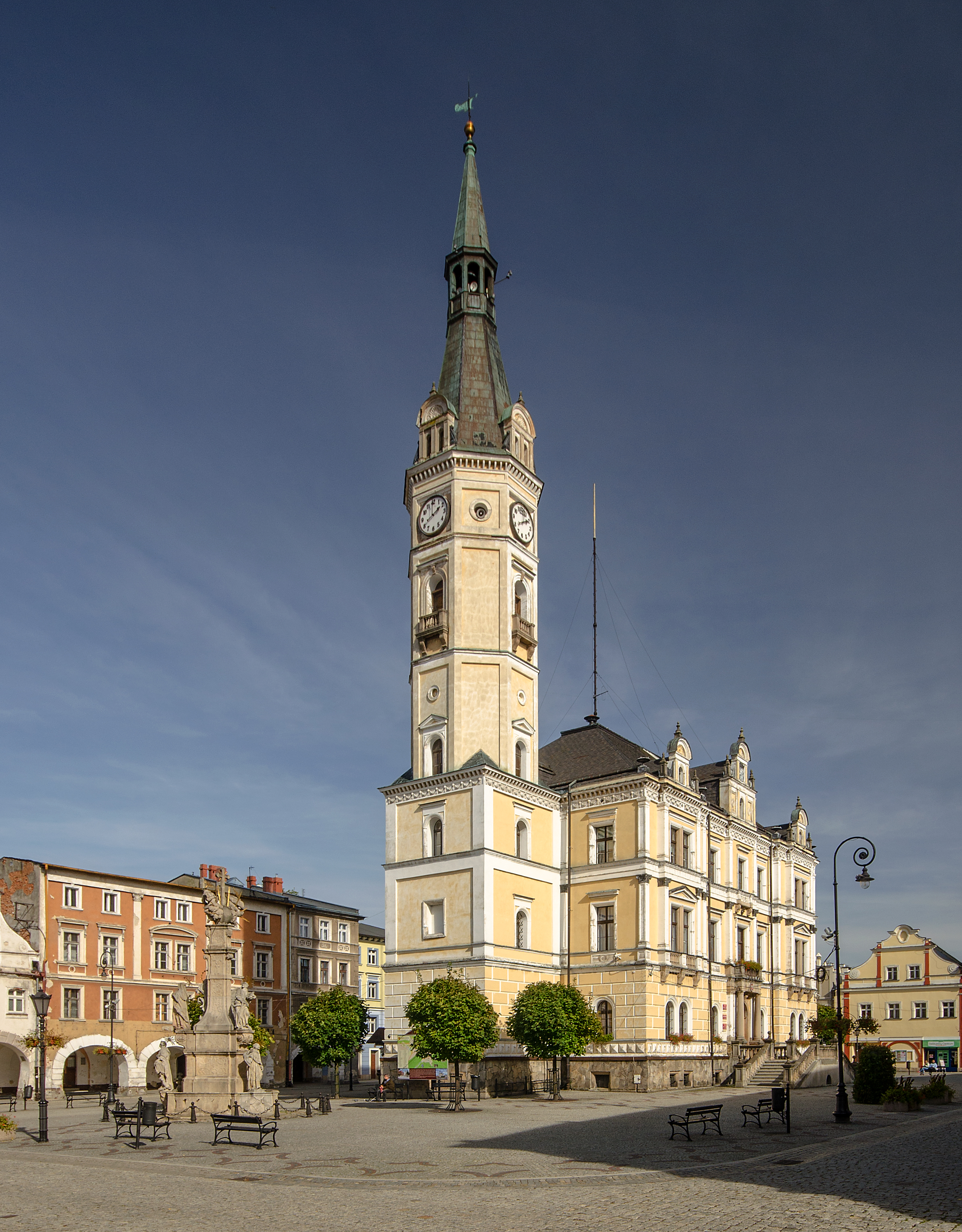
Ратуша
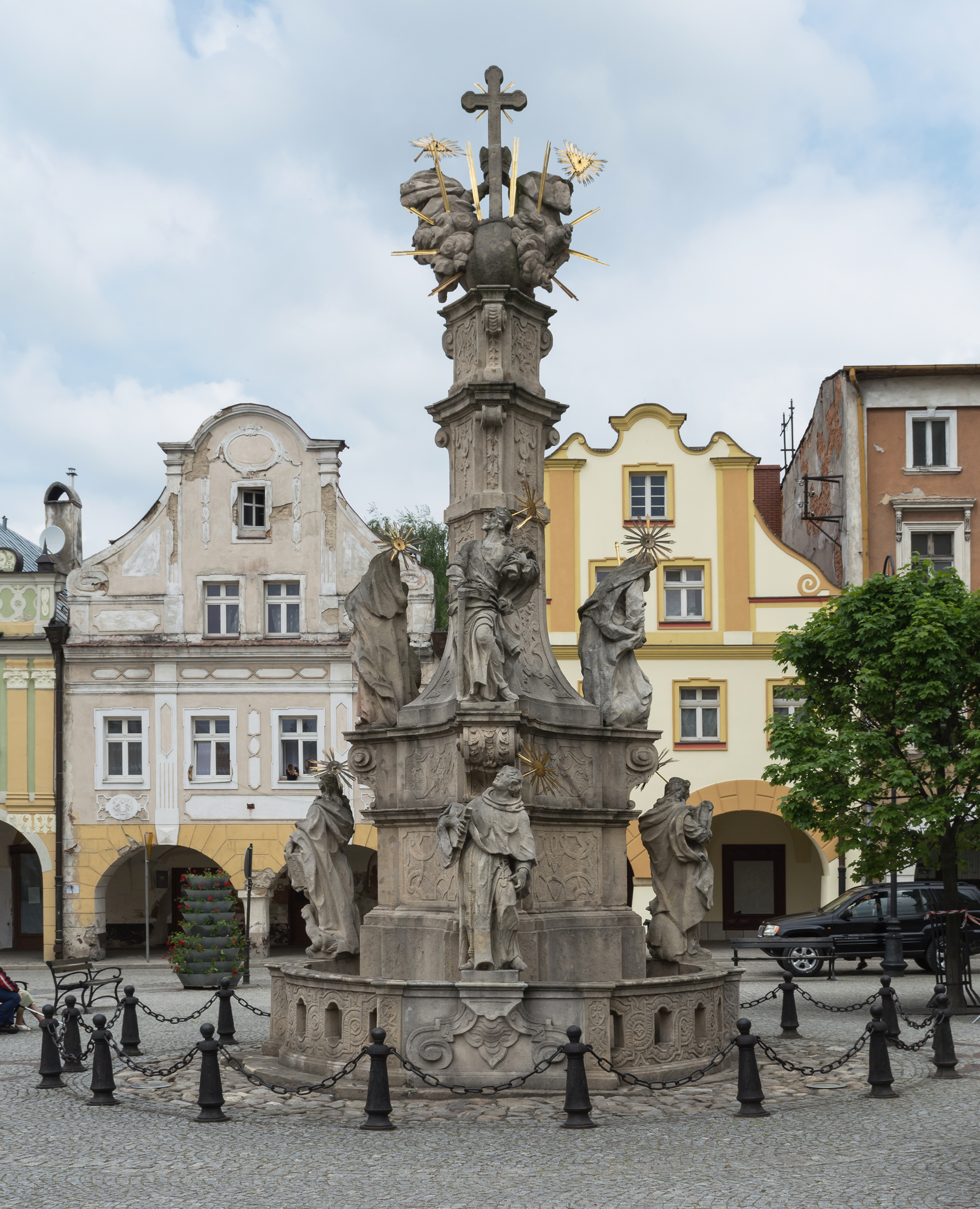
Чумная колонна на площади
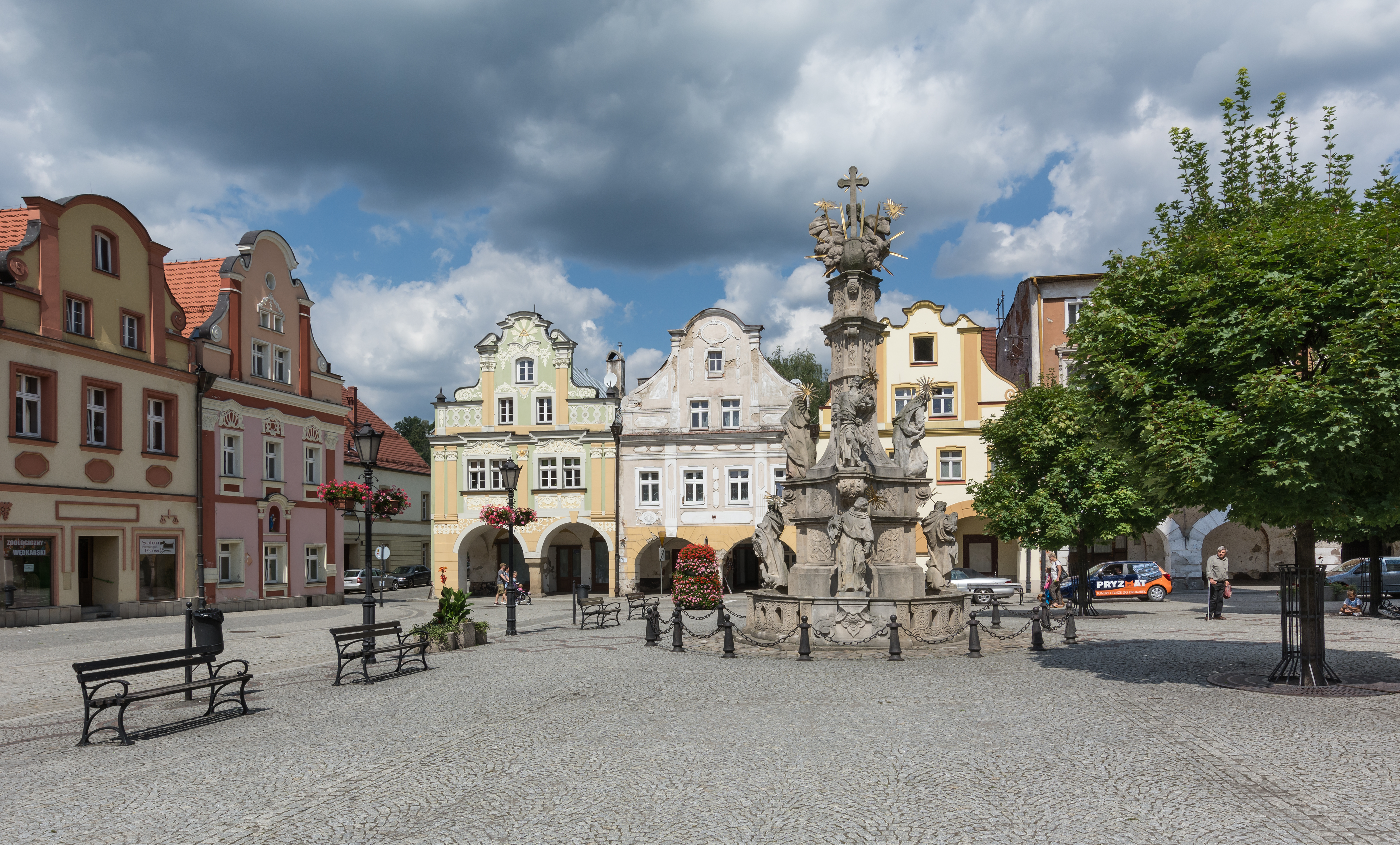
Рыночная площадь
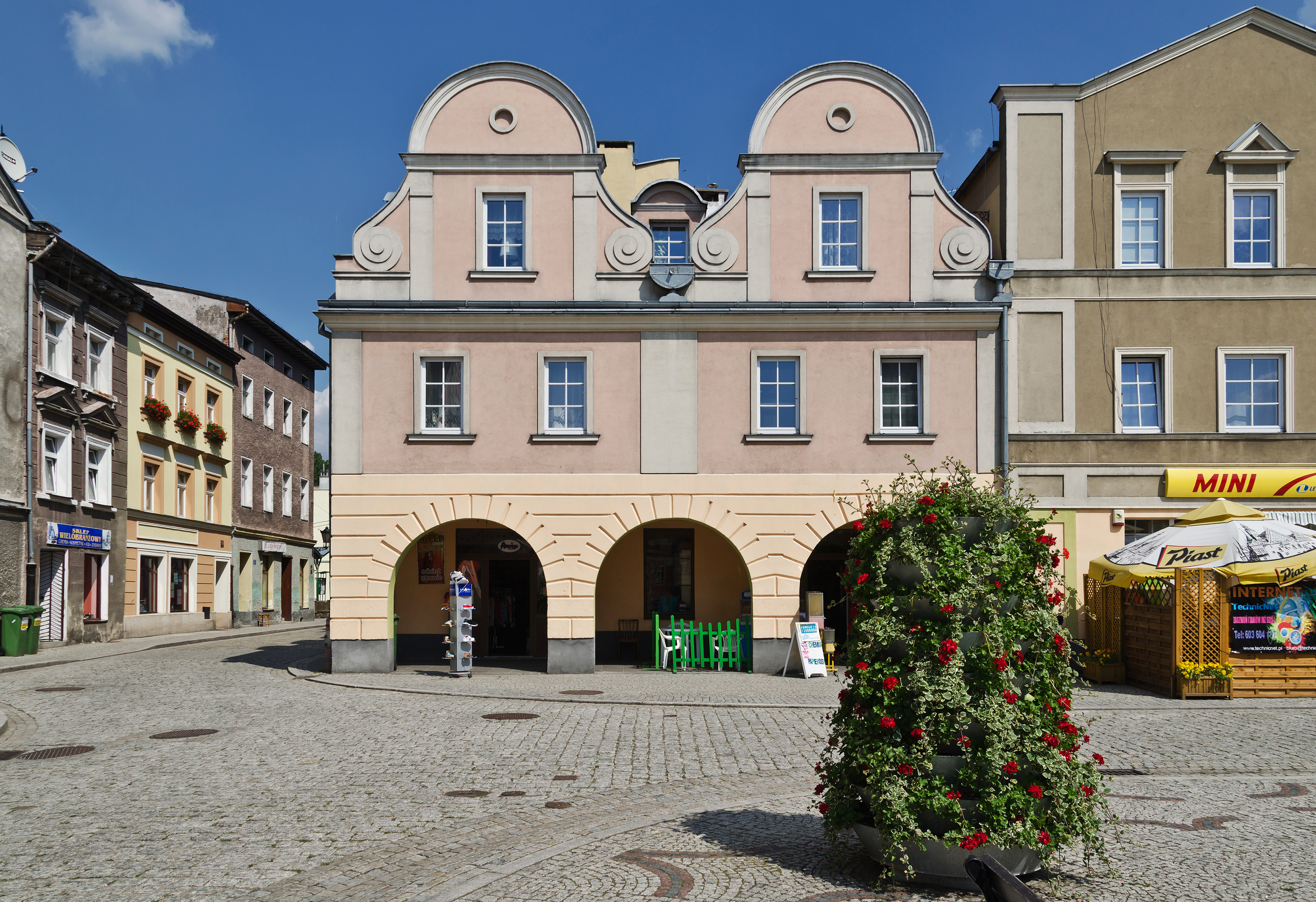
Старинные дома
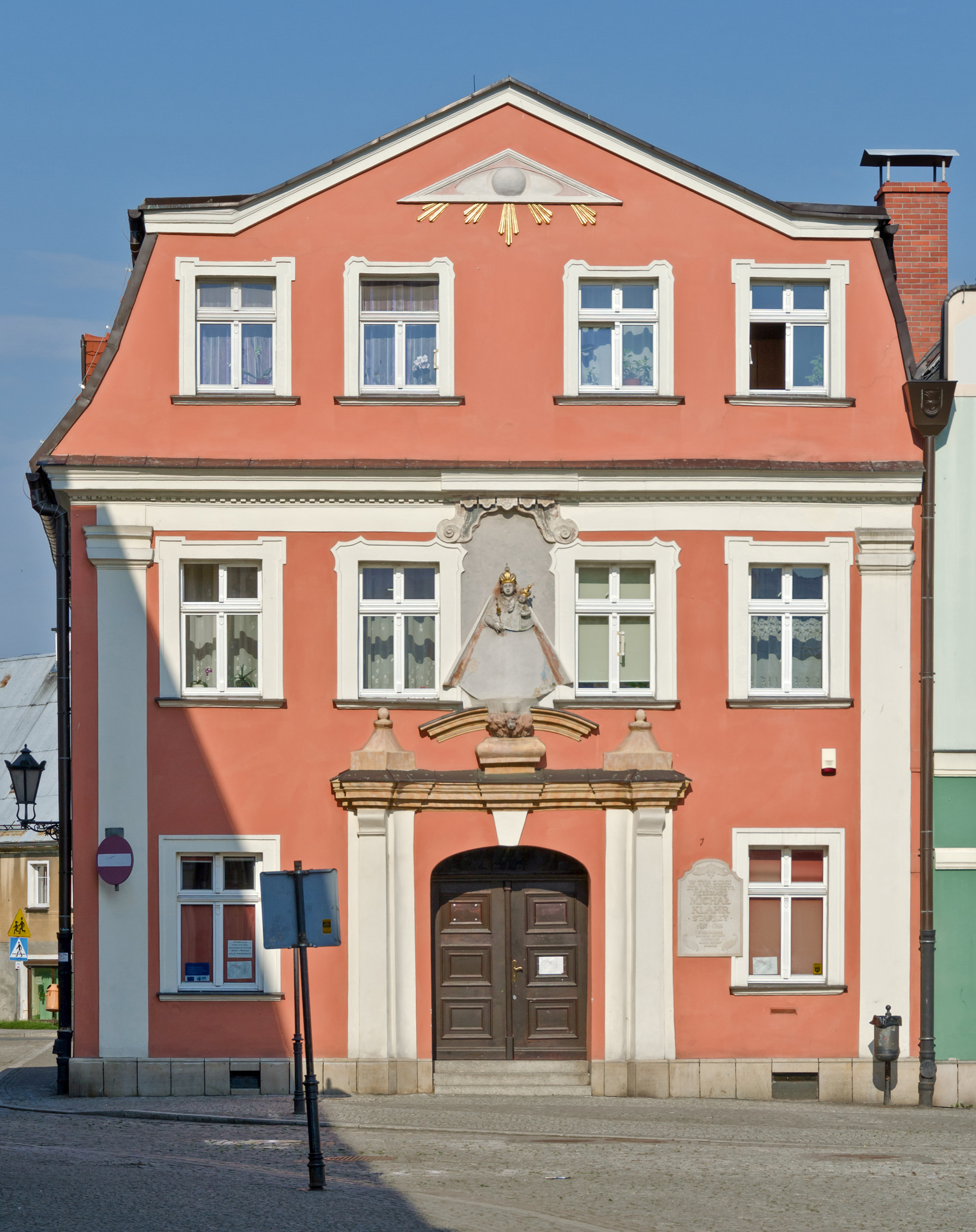
Клархаус
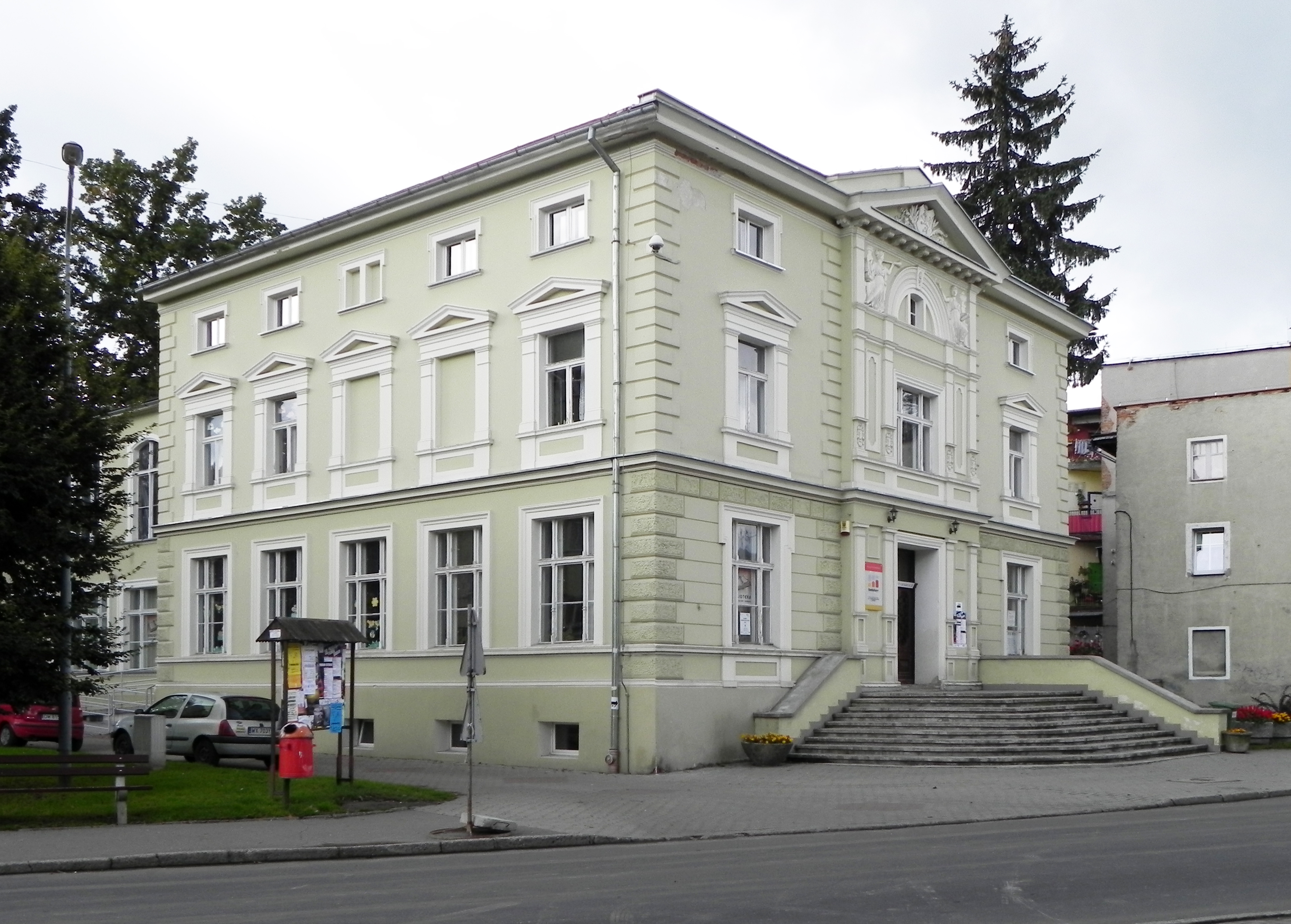
Особняк
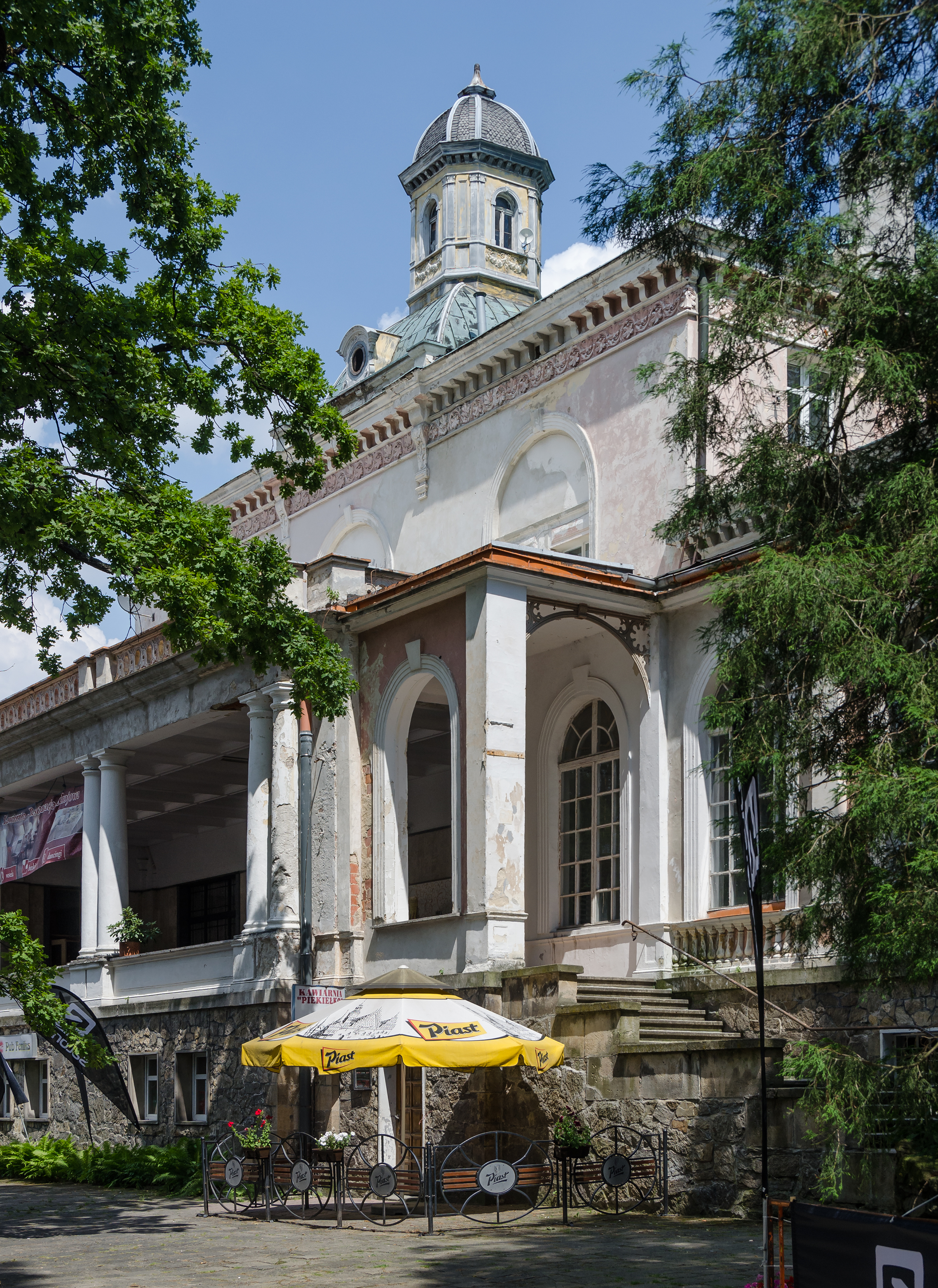
Альбрехтхолл
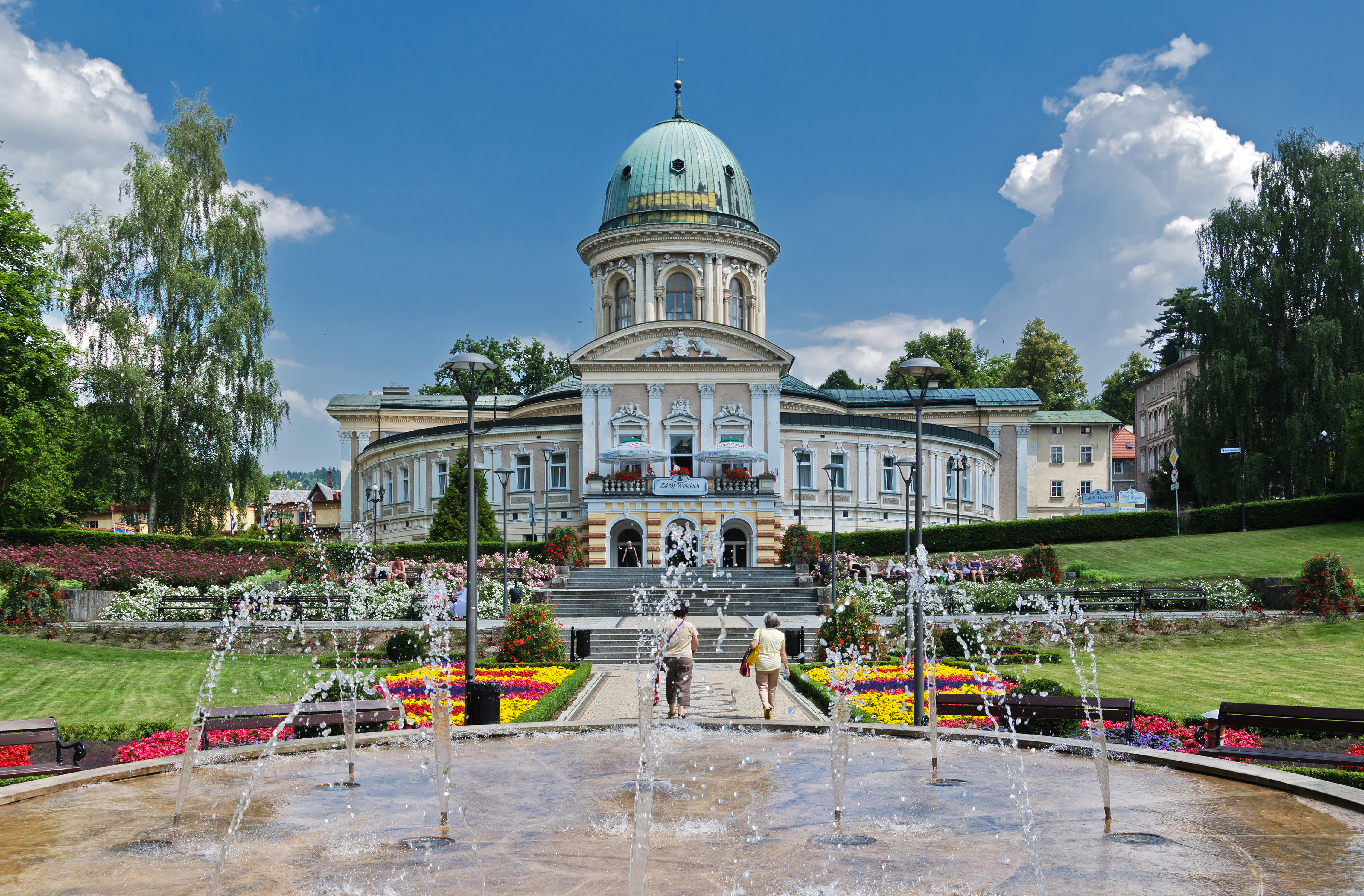
Санаторий Войцех
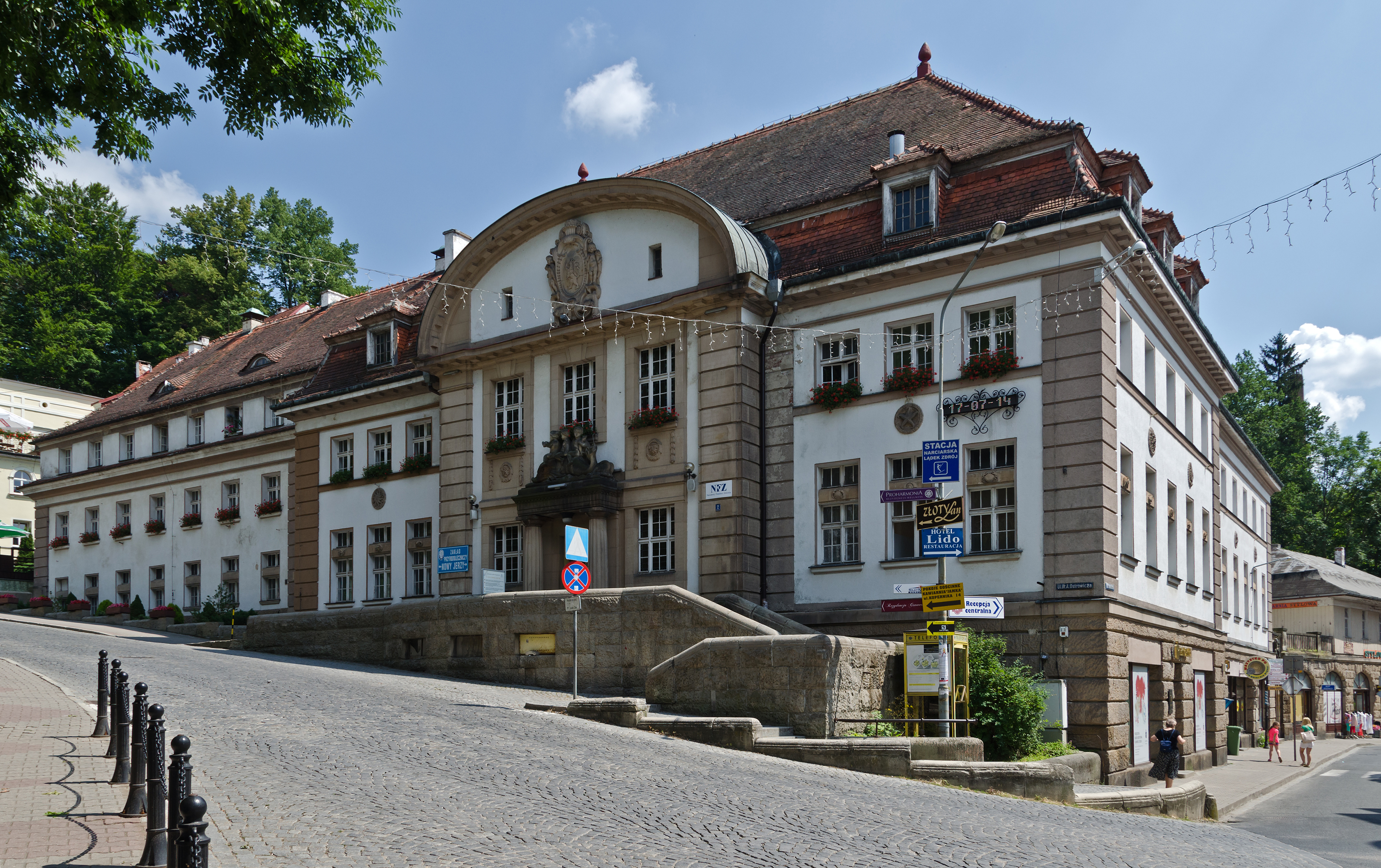
Санаторий Георг
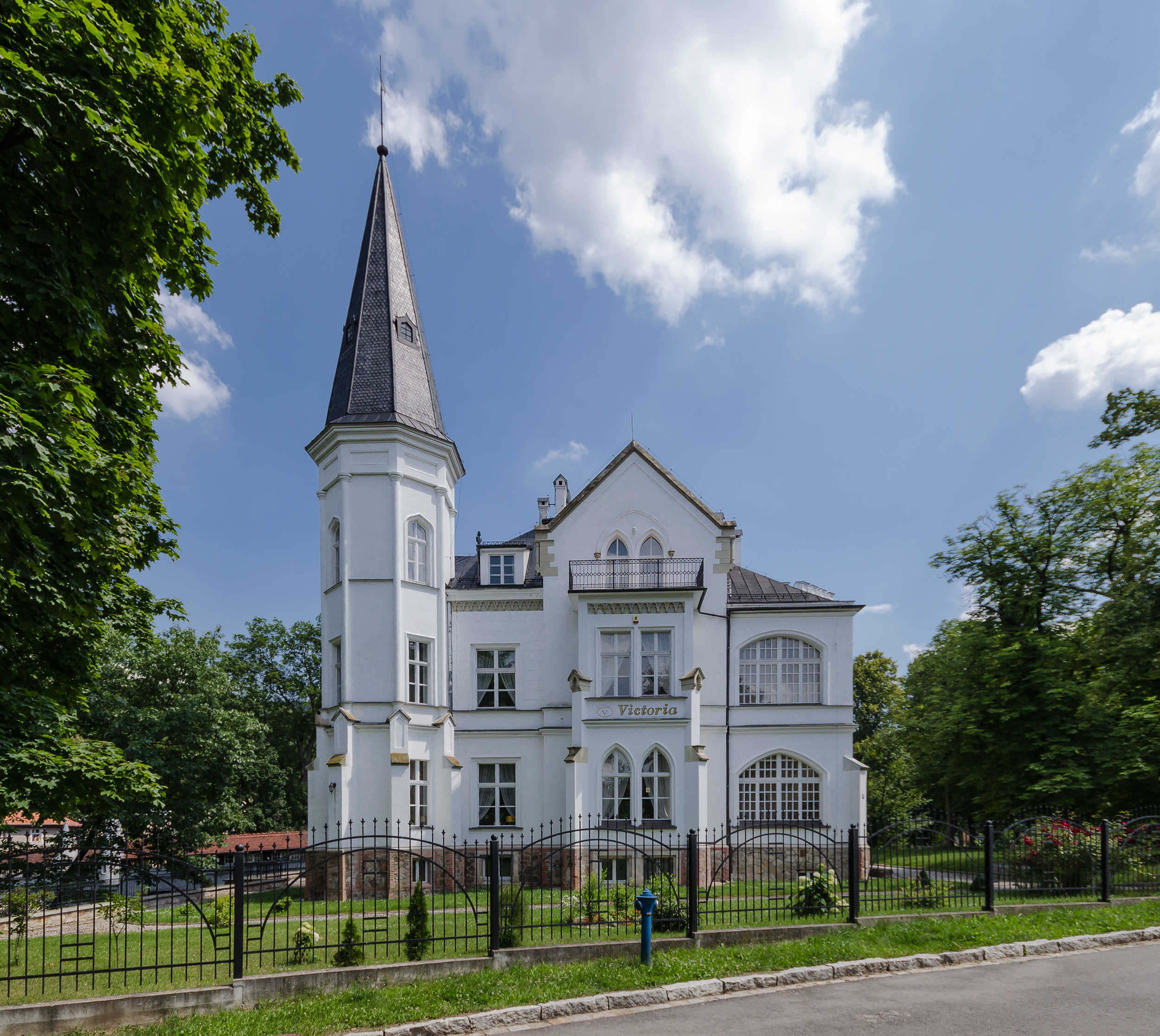
Вилла
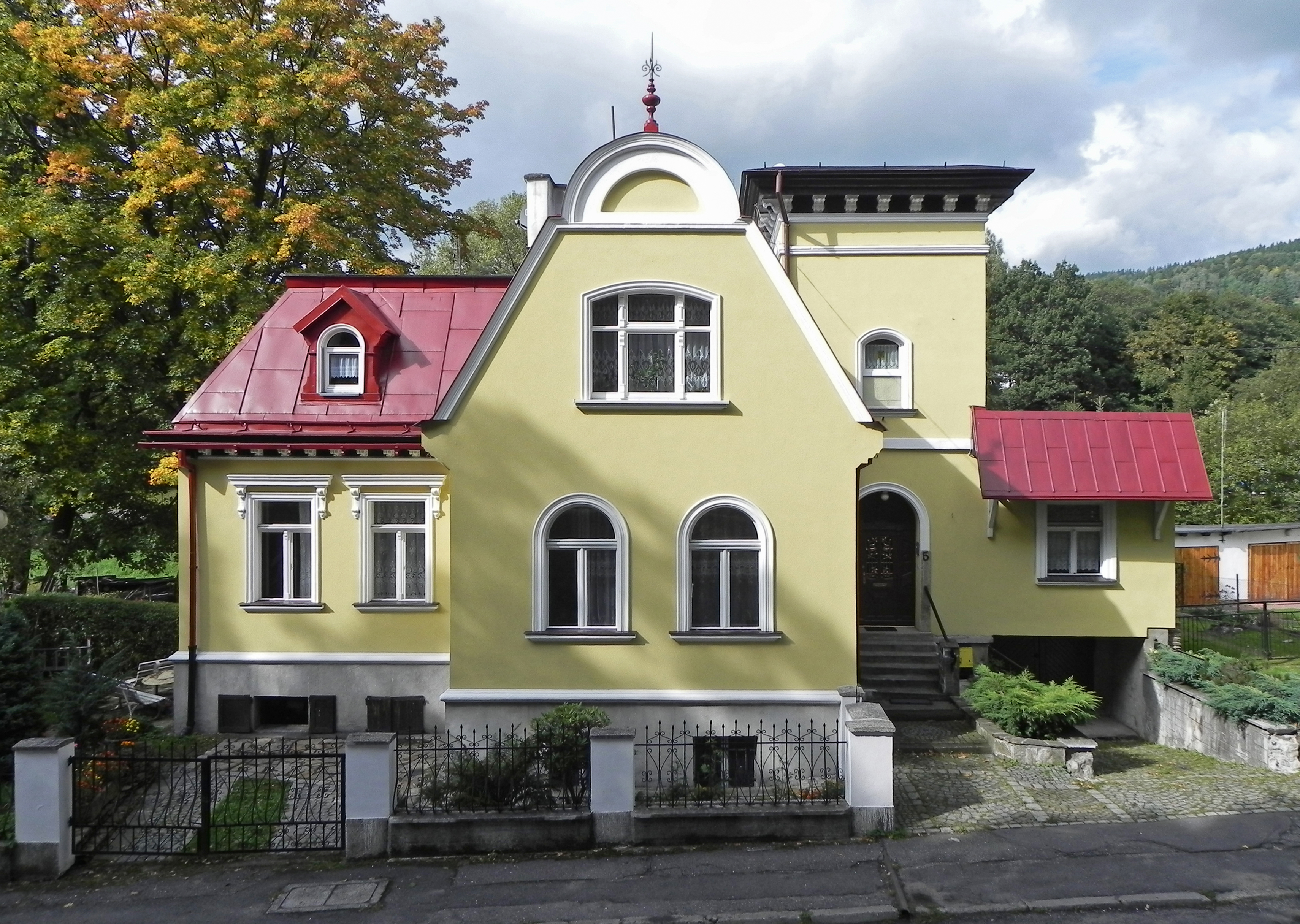
Вилла
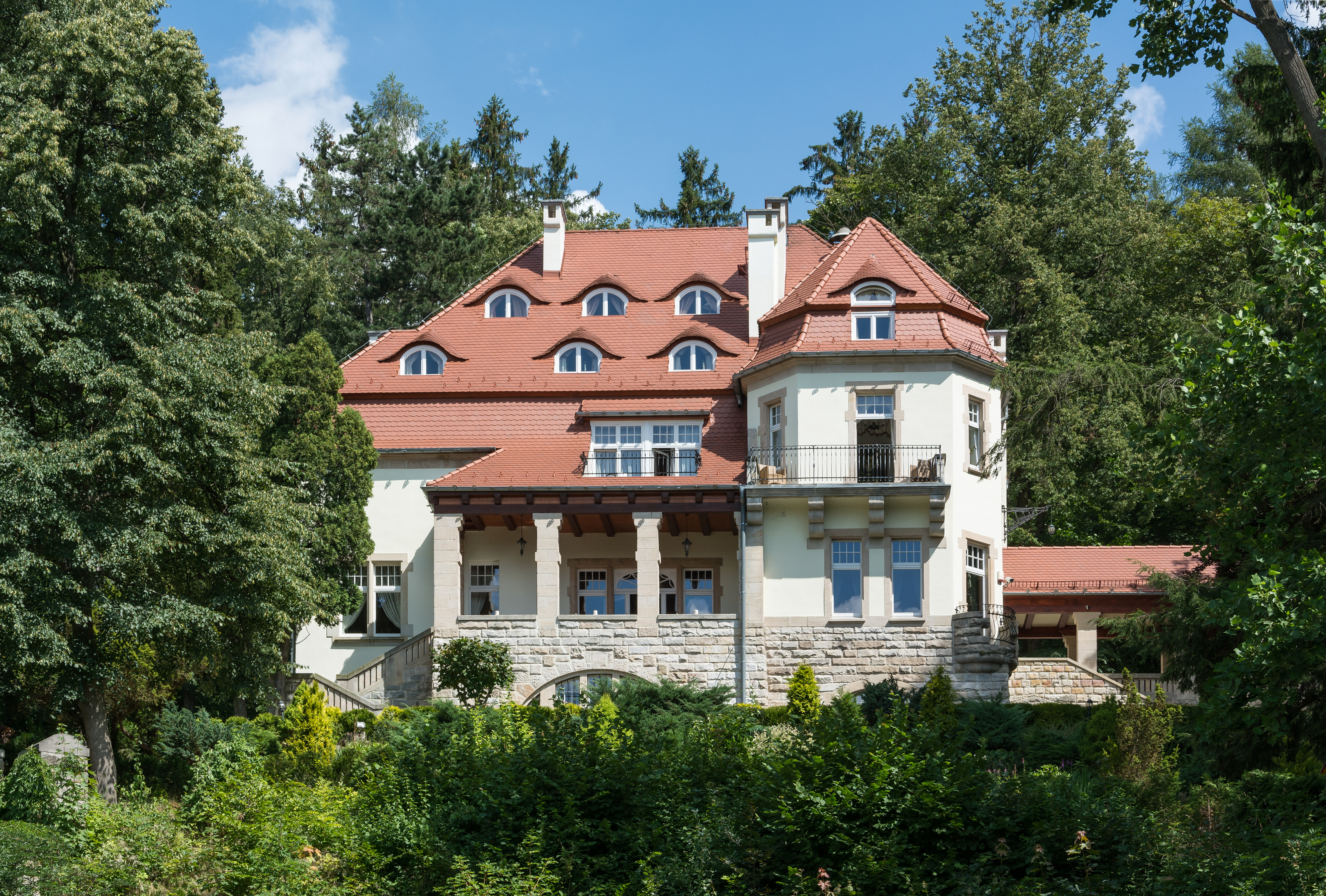
Вилла
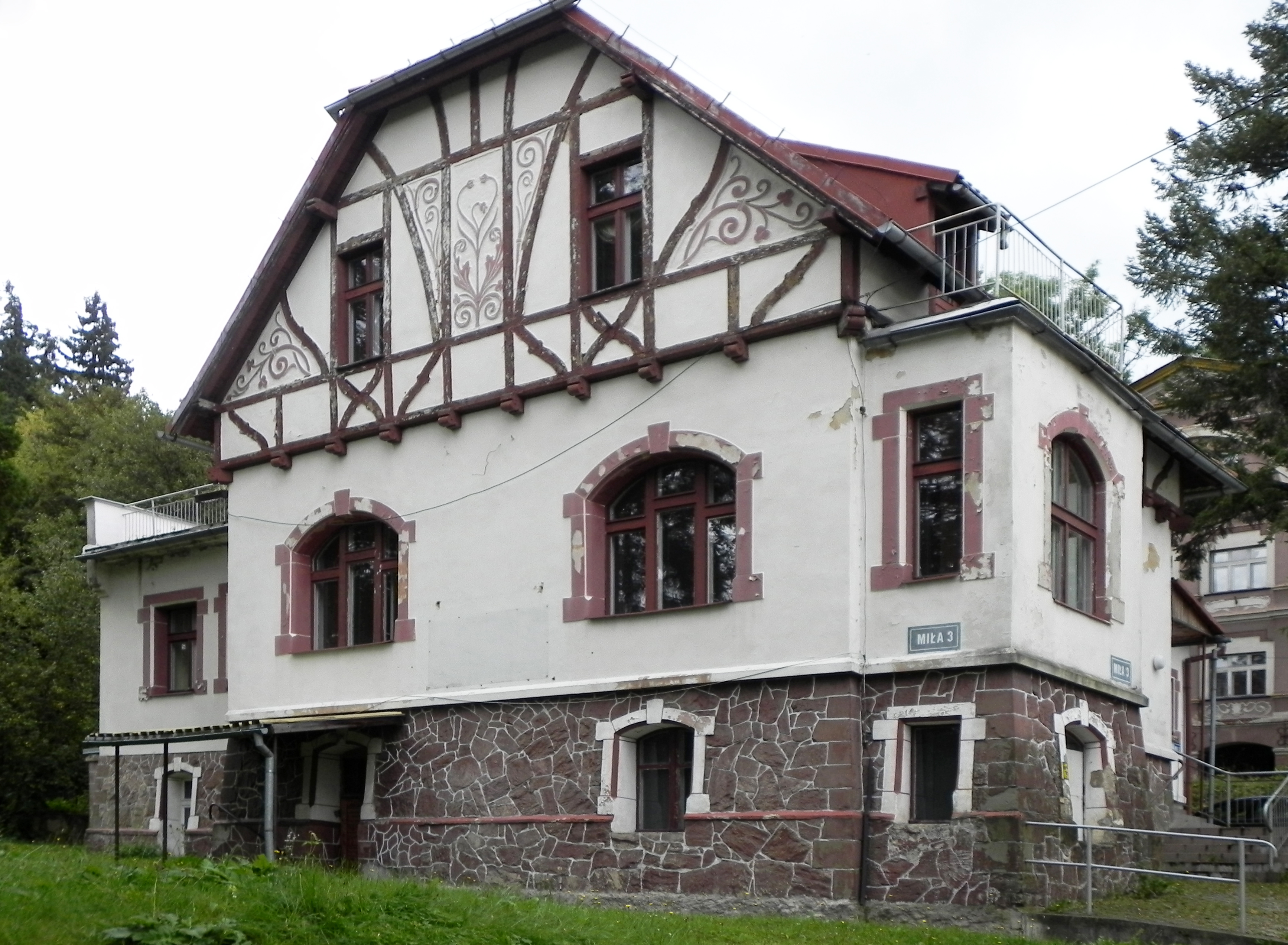
Вилла
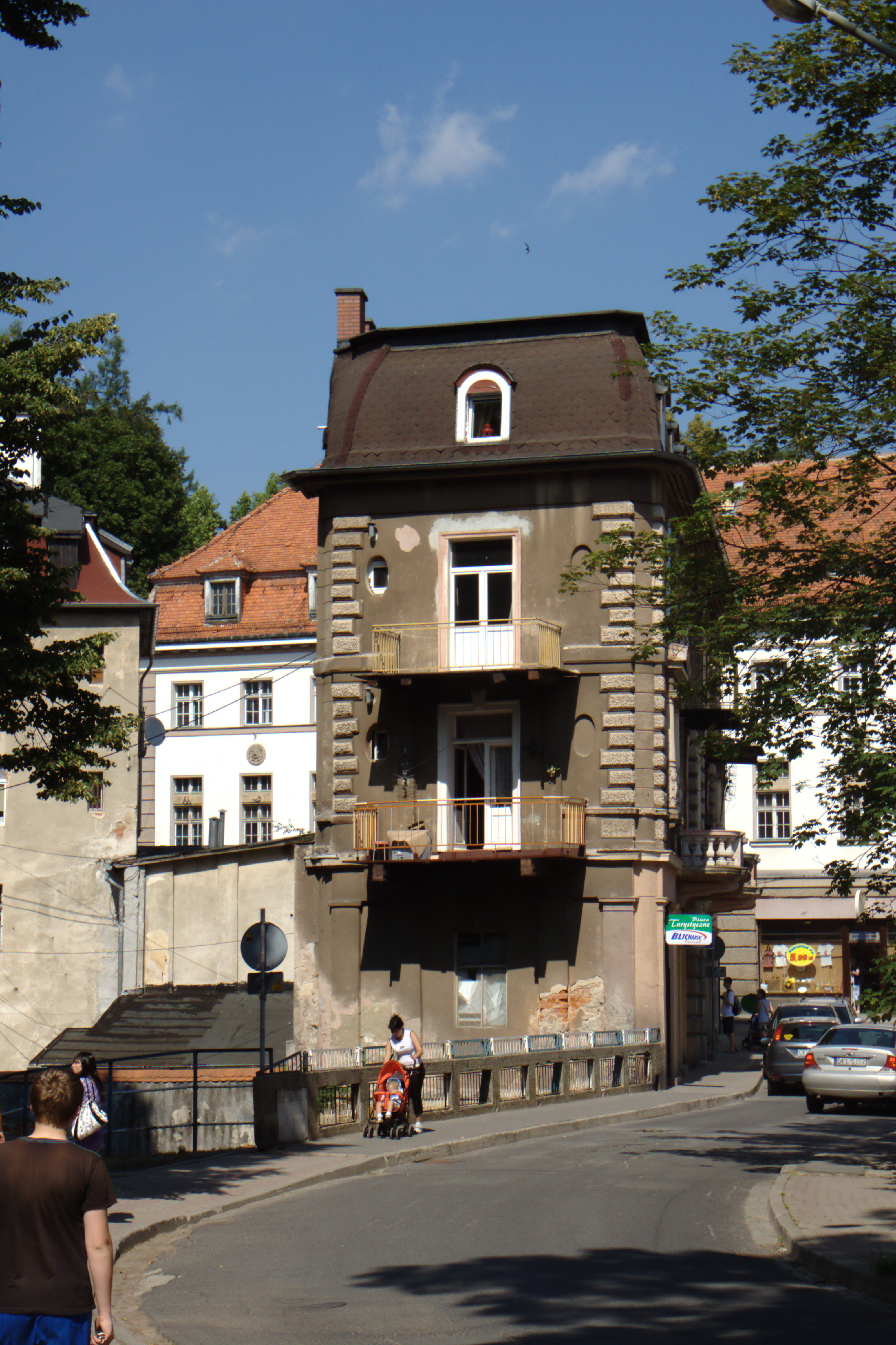
Узкий дом
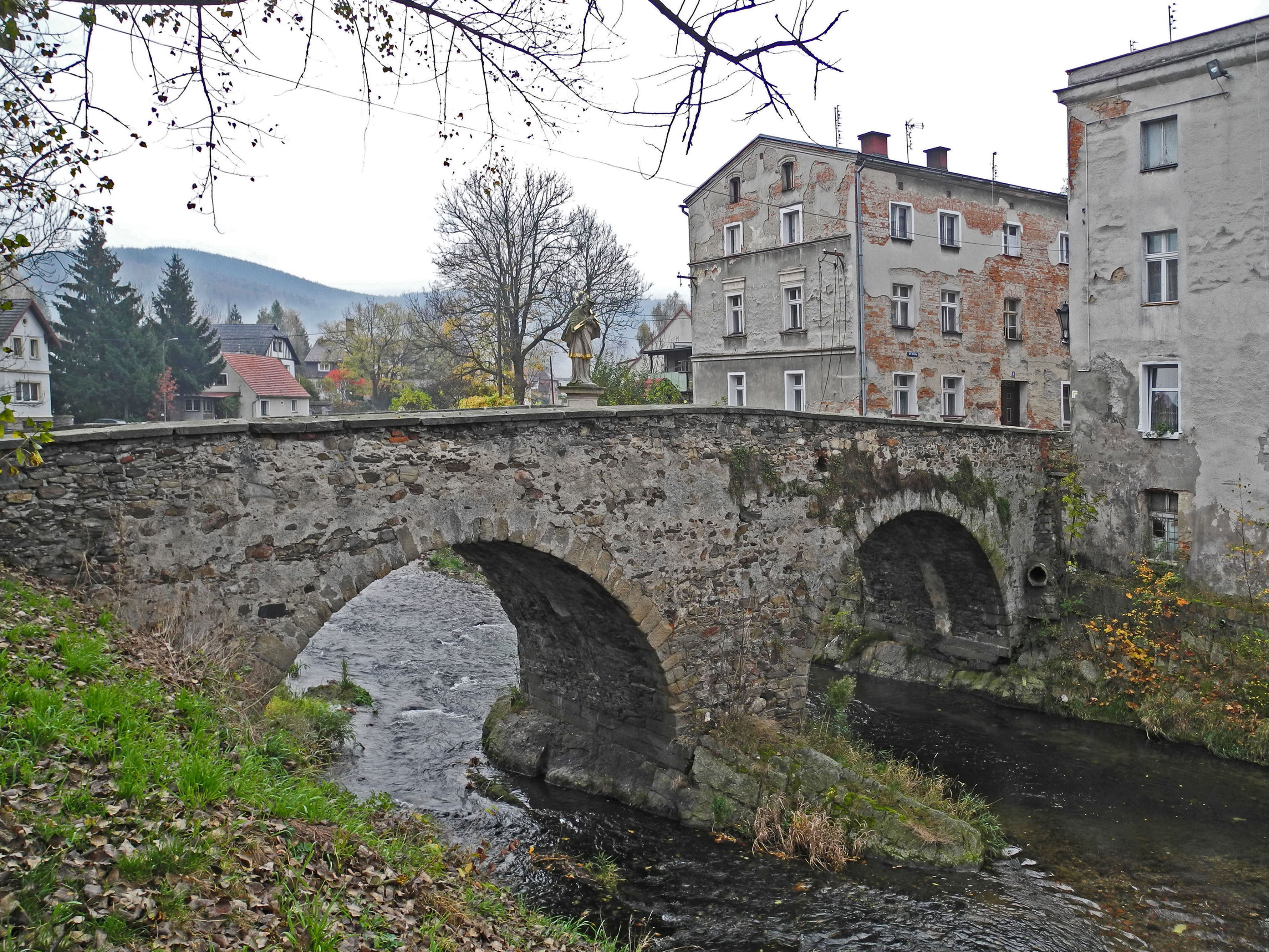
Иоганов мост
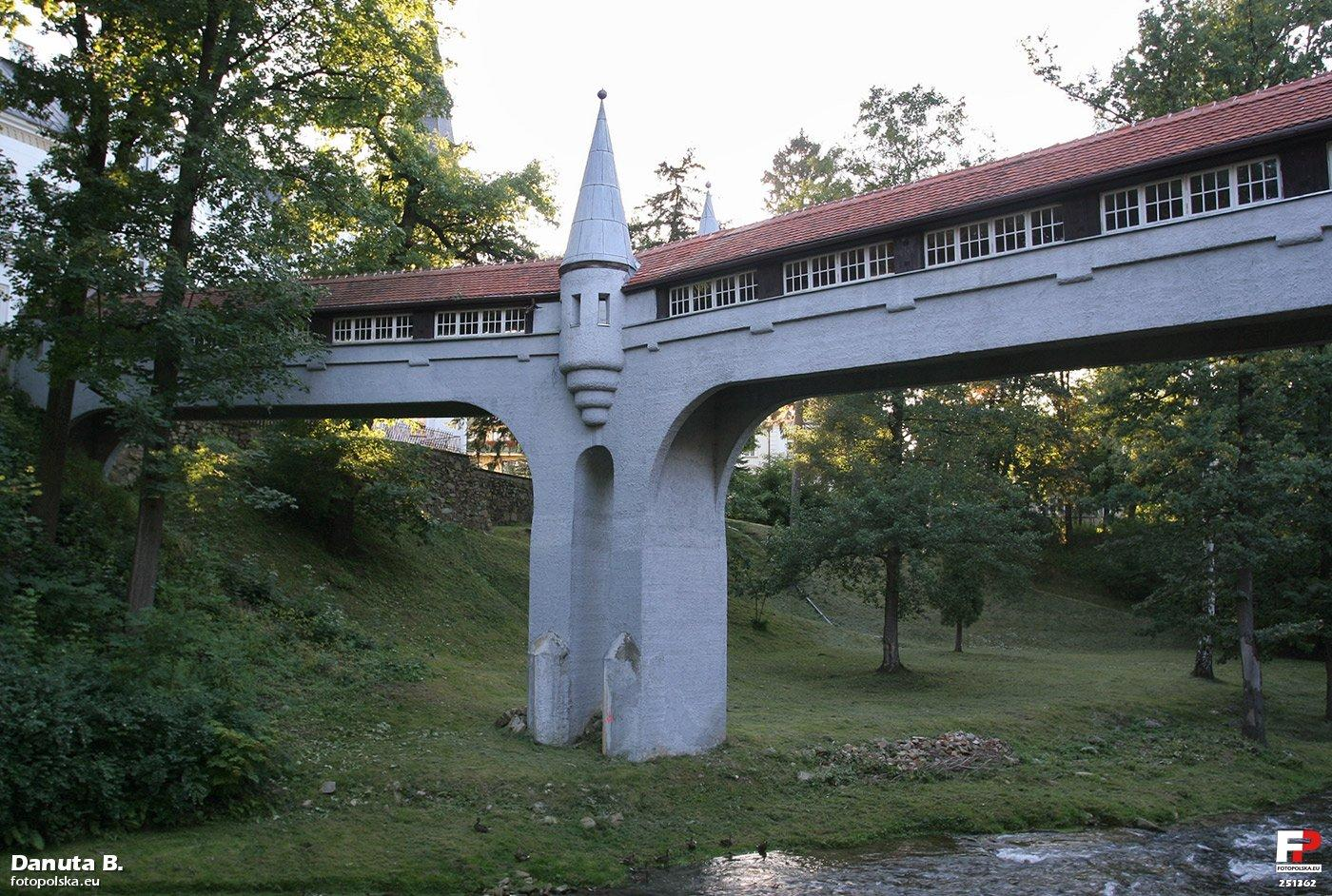
Крытый мост